# Eurovision Song Contest 1997
Der 42. Eurovision Song Contest fand am 3. Mai 1997 im Point Theatre in Dublin statt. Für Deutschland nahm die Sängerin Bianca Shomburg mit dem Titel Zeit teil, der punktgleich mit Goodbye von Bosnien und Herzegowina auf dem 18. Platz landete. Auch Österreich und die Schweiz schnitten schlecht ab: One Step von Bettina Soriat kam auf Platz 21, Dentro di me von Barbara Berta auf Platz 22, punktgleich mit den Niederlanden.

## Besonderheiten
Die teilnehmenden Länder hatten ab diesem Wettbewerb die Möglichkeit, auf das Orchester zu verzichten und zu dem Playback live zu singen. Diese neue Möglichkeit nutzten nur Deutschland, Irland, Österreich und Kroatien. Schon 1999 wurde das Orchester komplett abgeschafft.
Gewinner für das Vereinigte Königreich wurde die Gruppe Katrina and the Waves, welche bereits in den Achtzigerjahren Hits hatte. Von den Mitgliedern blieb aber im Grunde genommen nur Leadsängerin Katrina Leskanich. Love Shine a Light bekam aus allen Ländern Punkte, so zum Beispiel die Höchstwertung aus Österreich und der Schweiz. In Deutschland gab es für die Briten nur 10 Punkte, die Höchstwertung ging an einen heute klassischen deutschen Punktefavoriten: Die Türkei, sie wurde mit Dinle von Şebnem Paker & der Gruppe Etnik Dritte.
In diesem Jahr wurde der von einer Fanseite initiierte Barbara Dex Award zum ersten Mal vergeben. Mit diesem nicht ganz ernst zu nehmenden Preis soll das „schlechteste“ Outfit des Wettbewerbes ausgezeichnet werden. Die erste Gewinnerin diese neuen Preises war Debbie Scerri aus Malta.
Zum zweiten Mal nach 1983 erreichten zwei teilnehmende Länder, Norwegen und Portugal, gar keine Punkte. Dies geschah erst wieder 2015.
Nach diesem Eurovision Song Contest entschloss sich Italien, der Veranstaltung bis auf weiteres fernzubleiben und kehrte erst 2011 zurück.

## Teilnehmer

Teilnehmende Länder
Länder, die bereits an einem früheren ESC teilgenommen hatten, aber nicht im Jahr 1997

Israel, Rumänien und Mazedonien verzichteten auf ihre Teilnahme, obwohl alle ausgeschiedenen Länder eigentlich für den nächsten Wettbewerb qualifiziert gewesen wären. Israel nahm nicht teil, weil an dem Tag der Veranstaltung der Jom haScho’a war. Zusätzlich war das Scheitern in der Qualifikationsrunde im Jahr 1996 ein Grund für das Aussetzen aller drei Länder. Um die langfristige Teilnahme der großen Geldgeber (Spanien, Großbritannien, Frankreich und Deutschland) und so das Überleben des Contests zu sichern, wurde diesen Ländern der Status Big-4 zuerkannt. Diese Länder waren also – unabhängig von ihrer Vorjahresplatzierung – immer direkt für das Finale qualifiziert.
Nach der massiven Kritik im letzten Jahr wurde der Qualifikationsmodus geändert. Nun wurde für jedes Land die Durchschnittspunktzahl der letzten vier (für die Wettbewerbe nach 1997 fünf) Jahre berechnet. Die Länder mit dem geringsten Wert mussten ein Jahr pausieren, waren aber im darauffolgenden Jahr direkt qualifiziert. Dänemark, Deutschland, Italien, Ungarn und Russland waren wieder dabei. Belgien, Finnland und die Slowakei mussten eine Zwangspause einlegen.

### Wiederkehrende Interpreten
| Land                    | Interpret                              | Vorherige(s) Teilnahmejahr(e)    |
| ----------------------- | -------------------------------------- | -------------------------------- |
| Bosnien und Herzegowina | Alma Čardžić                           | 1994 (Duett mit Dejan Lazarević) |
| Estland                 | Maarja-Liis Ilus                       | 1996 (Duett mit Ivo Linna)       |
| Malta                   | Debbie Scerri                          | Begleitung: 1993                 |
| Norwegen                | Tor Endresen                           | Begleitung: 1988                 |
| Österreich              | Bettina Soriat                         | Begleitung: 1996                 |
| Türkei                  | Şebnem Paker (zusammen mit Grup Etnic) | 1996                             |

### Dirigenten
Zum ersten Mal war es beim Eurovision Song Contest erlaubt, Halbplayback beim Auftritt zu nutzen. Vier Länder taten das – die meisten Lieder wurden mit Live-Musik begleitet bzw. kam Live-Musik zum Einsatz – folgende Dirigenten leiteten das Orchester bei dem jeweiligen Land:
- Zypern – Stavros Lantsias
- Türkei – Levent Çoker
- Norwegen – Geir Langslet
- Österreich – Halbplayback
- Irland – Halbplayback
- Slowenien – Mojmir Sepe
- Schweiz – Pietro Damiani
- Niederlande – Dick Bakker
- Italien – Lucio Fabbri
- Spanien – Toni Xuclà
- Deutschland – Halbplayback
- Polen – Krzesimir Dębski
- Estland – Tarmo Leinatamm
- Bosnien und Herzegowina – Sinan Alimanović
- Portugal – Thilo Krasmann
- Schweden – Curt-Eric Holmquist
- Griechenland – Anakreon Papageorgiou
- Malta – Ray Agius
- Ungarn – Péter Wolf
- Russland – Rutger Gunnarsson
- Dänemark – Jan Glæsel
- Frankreich – Régis Dupré
- Kroatien – Halbplayback
- Vereinigtes Königreich – Don Airey
- Island – Szymon Kuran

## Abstimmungsverfahren
In 20 Ländern gab es eine Jury, die zunächst die zehn besten Lieder intern ermittelten. Danach vergaben die einzelnen Jurys 12, 10, 8, 7, 6, 5, 4, 3, 2 Punkte und 1 Punkt an diese zehn besten Lieder. Zum ersten Mal konnten sich die Zuschauer in Deutschland, Österreich, der Schweiz, Schweden und im Vereinigten Königreich beim sogenannten Telefonvoting bei der Abstimmung beteiligen. Trotzdem sprachen einige Punktansager, zum Beispiel in Österreich und der Schweiz, noch von einer Jury, in Deutschland sprach Christina Mänz vom „Result of the German telephone voting“. Alle anderen Länder hatten, die meisten letztmals, eine Jury.

## Platzierungen
| Platz | Startnr. | Land                    | Interpret                                                 | Titel (M = Musik; T = Text)                                                               | Sprache        | Übersetzung                     | Punkte |
| ----- | -------- | ----------------------- | --------------------------------------------------------- | ----------------------------------------------------------------------------------------- | -------------- | ------------------------------- | ------ |
| 01.   | 24       | Vereinigtes Königreich  | Katrina and the Waves                                     | Love Shine a Light M/T: Kimberley Rew                                                     | Englisch       | Liebe, lass dein Licht leuchten | 227    |
| 02.   | 05       | Irland                  | Marc Roberts                                              | Mysterious Woman M/T: John Farry                                                          | Englisch       | Geheimnisvolle Frau             | 157    |
| 03.   | 02       | Türkei                  | Şebnem Paker & Grup Etnic                                 | Dinle M: Levent Çoker; T: Mehtap Alnıtemiz                                                | Türkisch       | Hör zu                          | 121    |
| 04.   | 09       | Italien                 | Jalisse                                                   | Fiumi di parole M: Fabio Ricci; T: Carmen Di Domenico, Alessandra Drusian                 | Italienisch    | Wortflüsse                      | 114    |
| 05.   | 01       | Zypern                  | Hara & Andreas Konstantinou Χαρά και Ανδρέας Κωνσταντίνου | Mána mou (Μάνα μου) M/T: Constantina Konstantinou                                         | Griechisch     | Mein Mutterland                 | 098    |
| 06.   | 10       | Spanien                 | Marcos Llunas                                             | Sin rencor M/T: Marcos Llunas                                                             | Spanisch       | Ohne Groll                      | 096    |
| 07.   | 22       | Frankreich              | Fanny                                                     | Sentiments songes M/T: Jean-Paul Dréau                                                    | Französisch    | Gefühlsträumereien              | 095    |
| 08.   | 13       | Estland                 | Maarja-Liis Ilus                                          | Keelatud maa M: Harmo Kallaste; T: Kaari Sillamaa                                         | Estnisch       | Verbotenes Land                 | 082    |
| 09.   | 18       | Malta                   | Debbie Scerri                                             | Let Me Fly M/T: Ray Agius                                                                 | Englisch a     | Lass mich fliegen               | 066    |
| 10.   | 06       | Slowenien               | Tanja Ribič                                               | Zbudi se M: Saša Lošić; T: Zoran Predin                                                   | Slowenisch     | Wach auf                        | 060    |
| 11.   | 12       | Polen                   | Anna Maria Jopek                                          | Ale jestem M: Tomasz Lewandowski; T: Magda Czapińska                                      | Polnisch       | Aber ich bin                    | 054    |
| 12.   | 17       | Griechenland            | Marianna Zorba Μαριάννα Ζορμπά                            | Hórepse (Χόρεψε) M/T: Manolis Manusselis                                                  | Griechisch     | Tanzen                          | 039    |
| 12.   | 19       | Ungarn                  | V.I.P.                                                    | Miért kell, hogy elmenj? M: Viktor Rakonczai; T: Krisztina Bokor Fekete                   | Ungarisch      | Warum musst du gehen?           | 039    |
| 14.   | 16       | Schweden                | Blond                                                     | Bara hon älskar mig M/T: Stephan Berg                                                     | Schwedisch     | Wenn nur sie mich liebt         | 036    |
| 15.   | 20       | Russland                | Alla Pugatschowa Алла Пугачёва                            | Primadonna (Примадонна) M/T: Alla Pugatschowa                                             | Russisch       | —                               | 033    |
| 16.   | 21       | Dänemark                | Kølig Kaj                                                 | Stemmen i mit liv M: Lars Pedersen; T: Thomas Lægård                                      | Dänisch        | Die Stimme in meinem Leben      | 025    |
| 17.   | 23       | Kroatien                | E.N.I.                                                    | Probudi me M: Davor Tolja; T: Alida Šarar                                                 | Kroatisch      | Weck mich auf                   | 024    |
| 18.   | 11       | Deutschland             | Bianca Shomburg                                           | Zeit M: Ralph Siegel; T: Bernd Meinunger                                                  | Deutsch        | —                               | 022    |
| 18.   | 14       | Bosnien und Herzegowina | Alma Čardžić                                              | Goodbye M: Milić Vukašinović, Sinan Alimanović; T: Milić Vukašinović                      | Bosnisch b     | Auf Wiedersehen                 | 022    |
| 20.   | 25       | Island                  | Paul Oscar                                                | Minn hinsti dans M: Páll Óskar Hjálmtýsson, Trausti Haraldsson; T: Páll Óskar Hjálmtýsson | Isländisch     | Mein letzter Tanz               | 018    |
| 21.   | 04       | Österreich              | Bettina Soriat                                            | One Step M: Marc Berry; T: Marc Berry, Martina Siber                                      | Deutsch b      | Ein Schritt                     | 012    |
| 22.   | 07       | Schweiz                 | Barbara Berta                                             | Dentro di me M/T: Barbara Berta                                                           | Italienisch    | In mir drin                     | 005    |
| 22.   | 08       | Niederlande             | Mrs. Einstein                                             | Niemand heeft nog tijd M/T: Ed Hooijmans                                                  | Niederländisch | Niemand hat noch Zeit           | 005    |
| 24.   | 03       | Norwegen                | Tor Endresen                                              | San Francisco M: Tor Endresen, Arne Myksvoll; T: Tor Endresen                             | Norwegisch     | —                               | 000    |
| 24.   | 15       | Portugal                | Célia Lawson                                              | Antes do adeus M: Thilo Krassman; T: Rosa Lobato de Faria                                 | Portugiesisch  | Vor dem Abschied                | 000    |

Die rot markierten Länder mussten aufgrund ihrer schlechten Platzierungen der letzten fünf Jahre beim folgenden Wettbewerb aussetzen.

## Punktevergabe

Karte der Punktevergabe für den Siegertitel aus dem Vereinigten Königreich nach Ländern

| Land | Abstimmungsergebnisse | Abstimmungsergebnisse | Abstimmungsergebnisse | Abstimmungsergebnisse | Abstimmungsergebnisse | Abstimmungsergebnisse | Abstimmungsergebnisse | Abstimmungsergebnisse | Abstimmungsergebnisse | Abstimmungsergebnisse | Abstimmungsergebnisse | Abstimmungsergebnisse | Abstimmungsergebnisse | Abstimmungsergebnisse | Abstimmungsergebnisse | Abstimmungsergebnisse | Abstimmungsergebnisse | Abstimmungsergebnisse | Abstimmungsergebnisse | Abstimmungsergebnisse | Abstimmungsergebnisse | Abstimmungsergebnisse | Abstimmungsergebnisse | Abstimmungsergebnisse | Abstimmungsergebnisse | Abstimmungsergebnisse | Abstimmungsergebnisse |
| Land | Punkte                | CY                    | TR                    | NO                    | AT                    | IE                    | SI                    | CH                    | NL                    | IT                    | ES                    | DE                    | PL                    | EE                    | BA                    | PT                    | SE                    | GR                    | MT                    | HU                    | RU                    | DK                    | FR                    | HR                    | UK                    | IS                    | Votings               |
| --- | --------------------- | --------------------- | --------------------- | --------------------- | --------------------- | --------------------- | --------------------- | --------------------- | --------------------- | --------------------- | --------------------- | --------------------- | --------------------- | --------------------- | --------------------- | --------------------- | --------------------- | --------------------- | --------------------- | --------------------- | --------------------- | --------------------- | --------------------- | --------------------- | --------------------- | --------------------- | --------------------- |
| Zypern | 098                   |                       | –                     | 2                     | –                     | 3                     | 4                     | 4                     | 10                    | 4                     | 10                    | 5                     | –                     | 1                     | –                     | 3                     | –                     | 12                    | 7                     | –                     | 1                     | 7                     | 4                     | 4                     | 5                     | 12                    | 18                    |
| Türkei | 121                   | –                     |                       | –                     | 7                     | 2                     | –                     | 6                     | 2                     | 7                     | 12                    | 12                    | –                     | 6                     | 12                    | 5                     | 6                     | 7                     | 10                    | 6                     | 4                     | –                     | 6                     | –                     | 4                     | 7                     | 18                    |
| Norwegen | 000                   | –                     | –                     |                       | –                     | –                     | –                     | –                     | –                     | –                     | –                     | –                     | –                     | –                     | –                     | –                     | –                     | –                     | –                     | –                     | –                     | –                     | –                     | –                     | –                     | –                     | 0                     |
| Österreich | 012                   | –                     | –                     | –                     |                       | –                     | –                     | –                     | 3                     | –                     | –                     | –                     | 1                     | –                     | –                     | –                     | –                     | –                     | –                     | 5                     | 3                     | –                     | –                     | –                     | –                     | –                     | 04                    |
| Irland | 157                   | 8                     | 6                     | 3                     | 10                    |                       | 1                     | 7                     | 4                     | 10                    | 6                     | 8                     | 7                     | 8                     | 8                     | 10                    | 10                    | –                     | –                     | 8                     | 5                     | 10                    | 10                    | 6                     | 12                    | –                     | 21                    |
| Slowenien | 060                   | 2                     | 10                    | –                     | –                     | –                     |                       | –                     | –                     | –                     | –                     | –                     | 2                     | 4                     | 7                     | 4                     | –                     | 3                     | 5                     | –                     | 10                    | –                     | 7                     | 3                     | –                     | 3                     | 12                    |
| Schweiz | 005                   | –                     | –                     | –                     | –                     | –                     | –                     |                       | –                     | 2                     | 3                     | –                     | –                     | –                     | –                     | –                     | –                     | –                     | –                     | –                     | –                     | –                     | –                     | –                     | –                     | –                     | 02                    |
| Niederlande | 005                   | –                     | 1                     | –                     | –                     | –                     | –                     | –                     |                       | –                     | –                     | –                     | –                     | –                     | –                     | –                     | –                     | –                     | 4                     | –                     | –                     | –                     | –                     | –                     | –                     | –                     | 02                    |
| Italien | 114                   | 6                     | 5                     | –                     | 1                     | 1                     | 10                    | 10                    | 7                     |                       | 8                     | 4                     | 8                     | –                     | 6                     | 12                    | 3                     | 5                     | –                     | 3                     | 7                     | 4                     | –                     | 10                    | 3                     | 1                     | 20                    |
| Spanien | 096                   | 10                    | 4                     | –                     | –                     | 6                     | 5                     | 8                     | 6                     | 3                     |                       | 2                     | 4                     | –                     | –                     | 8                     | –                     | 6                     | 12                    | 10                    | 8                     | 2                     | 2                     | –                     | –                     | –                     | 16                    |
| Deutschland | 022                   | –                     | –                     | –                     | 3                     | –                     | –                     | 5                     | –                     | 5                     | –                     |                       | –                     | –                     | –                     | –                     | –                     | –                     | 3                     | 1                     | –                     | –                     | –                     | 5                     | –                     | –                     | 06                    |
| Polen | 054                   | –                     | –                     | 4                     | 8                     | –                     | 7                     | –                     | 1                     | 1                     | 2                     | 6                     |                       | 3                     | 4                     | 2                     | –                     | 1                     | –                     | 7                     | –                     | 5                     | 3                     | –                     | –                     | –                     | 14                    |
| Estland | 082                   | 1                     | –                     | –                     | 6                     | 8                     | 3                     | –                     | –                     | 12                    | 4                     | 7                     | 6                     |                       | 1                     | 1                     | 1                     | –                     | –                     | 4                     | –                     | 8                     | 8                     | –                     | 10                    | 2                     | 16                    |
| Bosnien und Herzegowina                                                                                                | 022                   | –                     | 8                     | –                     | 4                     | –                     | –                     | 2                     | –                     | –                     | –                     | 3                     | –                     | –                     |                       | –                     | 4                     | –                     | –                     | –                     | –                     | –                     | –                     | 1                     | –                     | –                     | 06                    |
| Portugal | 000                   | –                     | –                     | –                     | –                     | –                     | –                     | –                     | –                     | –                     | –                     | –                     | –                     | –                     | –                     |                       | –                     | –                     | –                     | –                     | –                     | –                     | –                     | –                     | –                     | –                     | 0                     |
| Schweden | 036                   | –                     | –                     | 8                     | –                     | 5                     | 6                     | –                     | –                     | –                     | –                     | –                     | –                     | –                     | –                     | –                     |                       | –                     | –                     | –                     | –                     | 6                     | –                     | –                     | 7                     | 4                     | 06                    |
| Griechenland | 039                   | 12                    | –                     | 5                     | –                     | –                     | –                     | –                     | –                     | –                     | 7                     | –                     | –                     | –                     | –                     | –                     | –                     |                       | 6                     | –                     | 2                     | –                     | –                     | 7                     | –                     | –                     | 06                    |
| Malta | 066                   | 5                     | 12                    | 10                    | –                     | 7                     | –                     | –                     | –                     | 6                     | 1                     | –                     | –                     | –                     | 5                     | –                     | –                     | 8                     |                       | –                     | –                     | 3                     | 1                     | 8                     | –                     | –                     | 11                    |
| Ungarn | 039                   | –                     | 3                     | –                     | –                     | 4                     | –                     | –                     | –                     | –                     | –                     | –                     | 5                     | 5                     | –                     | –                     | –                     | –                     | 2                     |                       | –                     | –                     | 5                     | 2                     | 8                     | 5                     | 09                    |
| Russland | 033                   | –                     | –                     | 1                     | 5                     | –                     | 12                    | –                     | 8                     | –                     | –                     | –                     | –                     | 7                     | –                     | –                     | –                     | –                     | –                     | –                     |                       | –                     | –                     | –                     | –                     | –                     | 05                    |
| Dänemark | 025                   | –                     | –                     | 7                     | –                     | –                     | –                     | 1                     | –                     | –                     | –                     | –                     | –                     | –                     | –                     | –                     | 7                     | 2                     | –                     | –                     | –                     |                       | –                     | –                     | 2                     | 6                     | 06                    |
| Frankreich | 095                   | 3                     | 2                     | 12                    | –                     | 10                    | 2                     | 3                     | 5                     | –                     | –                     | –                     | 12                    | 12                    | 3                     | 6                     | 2                     | 4                     | –                     | 2                     | 6                     | 1                     |                       | –                     | –                     | 10                    | 17                    |
| Kroatien | 024                   | 4                     | –                     | –                     | –                     | –                     | –                     | –                     | –                     | –                     | –                     | 1                     | 3                     | –                     | 2                     | –                     | 5                     | –                     | 8                     | –                     | –                     | –                     | –                     |                       | 1                     | –                     | 07                    |
| Vereinigtes Königreich                                                                                                 | 227                   | 7                     | 7                     | 6                     | 12                    | 12                    | 8                     | 12                    | 12                    | 8                     | 5                     | 10                    | 10                    | 10                    | 10                    | 7                     | 12                    | 10                    | 1                     | 12                    | 12                    | 12                    | 12                    | 12                    |                       | 8                     | 24                    |
| Island | 018                   | –                     | –                     | –                     | 2                     | –                     | –                     | –                     | –                     | –                     | –                     | –                     | –                     | 2                     | –                     | –                     | 8                     | –                     | –                     | –                     | –                     | –                     | –                     | –                     | 6                     |                       | 04                    |
| Die Tabelle ist senkrecht nach der Auftrittsreihenfolge geordnet, waagerecht nach der chronologischen Punkteverlesung. |                       |                       |                       |                       |                       |                       |                       |                       |                       |                       |                       |                       |                       |                       |                       |                       |                       |                       |                       |                       |                       |                       |                       |                       |                       |                       |                       |

### Statistik der Zwölf-Punkte-Vergabe
| Anzahl | Land                   | erhalten von                                                                                         |
| ------ | ---------------------- | --- |
| 10     | Vereinigtes Königreich | Dänemark, Frankreich, Irland, Kroatien, Niederlande, Österreich, Russland, Schweden, Schweiz, Ungarn |
| 03     | Frankreich             | Estland, Norwegen, Polen                                                                             |
| 03     | Türkei                 | Bosnien und Herzegowina, Deutschland, Spanien                                                        |
| 02     | Zypern                 | Griechenland, Island                                                                                 |
| 01     | Estland                | Italien                                                                                              |
| 01     | Griechenland           | Zypern                                                                                               |
| 01     | Irland                 | Vereinigtes Königreich                                                                               |
| 01     | Italien                | Portugal                                                                                             |
| 01     | Malta                  | Türkei                                                                                               |
| 01     | Russland               | Slowenien                                                                                            |
| 01     | Spanien                | Malta                                                                                                |

### Punktesprecher
| Nr. | Land                    | Sprecher                       | Anmerkungen                                                 |
| --- | ----------------------- | ------------------------------ | ----------------------------------------------------------- |
| 01  | Zypern                  | Marios Skordis                 | Punktesprecher 1996                                         |
| 02  | Türkei                  | Ömer Önder                     | Punktesprecher 1993, 1995 und 1996                          |
| 03  | Norwegen                | Ranghild Sælthun Fjørtoft      | Punktesprecherin 1996                                       |
| 04  | Österreich              | Adriana Zartl                  | –                                                           |
| 05  | Irland                  | Eileen Dunne                   | Punktesprecherin seit 1989                                  |
| 06  | Slowenien               | Mojca Mavec                    | –                                                           |
| 07  | Schweiz                 | Sandy Altermatt                | –                                                           |
| 08  | Niederlande             | Corry Brokken                  | Siegerin 1957, Teilnehmerin 1956 und 1958, Moderatorin 1976 |
| 09  | Italien                 | Peppi Franzelin                | Italienische Kommentatorin 1990 und 1992                    |
| 10  | Spanien                 | Belén Fernández de Henestrosa  | Punktesprecherin 1995 und 1996                              |
| 11  | Deutschland             | Christina Mänz                 | –                                                           |
| 12  | Polen                   | Jan Chojnacki                  | Punktesprecher 1994 bis 1996                                |
| 13  | Estland                 | Helene Tedre                   | –                                                           |
| 14  | Bosnien und Herzegowina | Segmedina Srna                 | Punktesprecherin 1996                                       |
| 15  | Portugal                | Cristina Rocha                 | Punktesprecherin 1996                                       |
| 16  | Schweden                | Gösta Hanson                   | Punktesprecher 1993                                         |
| 17  | Griechenland            | Niki Venega                    | Punktesprecherin 1996                                       |
| 18  | Malta                   | Anna Bonanno                   | Punktesprecherin 1992                                       |
| 19  | Ungarn                  | Albert Györgyi                 | –                                                           |
| 20  | Russland                | Arina Sharapova                | –                                                           |
| 21  | Dänemark                | Bent Henius                    | Punktesprecher 1995                                         |
| 22  | Frankreich              | Frédéric Ferrer & Marie Myriam | – Siegerin 1977                                             |
| 23  | Kroatien                | Davor Meštrović                | –                                                           |
| 24  | Vereinigtes Königreich  | Colin Berry                    | Punktesprecher 1977 bis 1979 und 1981 bis 1996              |
| 25  | Island                  | Svanhildur Konrádsdóttir       | Punktesprecherin 1996                                       |